# Хребет Гаккеля
Хребе́т Га́ккеля — подводный хребет в Северном Ледовитом океане между котловинами Нансена и Амундсена. Северное продолжение Срединно-Атлантического хребта.
Хребет состоит из почти параллельных хребтов, многочисленных конусообразных гор, сложенных вулканическими породами (главным образом базальтами). По оси хребта расположены глубокие ущелья шириной 20—30 км, образующие рифтовую долину.
Протяжённость хребта составляет более 1000 км. Вершины хребта возвышаются над дном до 4 км, наименьшая известная глубина над хребтом составляет 400 м (гора Ленинского Комсомола).
Хребет получил название по имени его первооткрывателя, советского учёного Якова Гаккеля. Вне России встречается название «Хребет Нансена — Гаккеля».